# Прапор Генка
Прапор Генка складається з двох рівних частин синього і жовтого кольорів. У центрі спільного прапора знаходиться герб міста, синя половина герба знаходиться на жовтій частині прапора, а поперечна частина – на синій. Кольори прапора походять від міського герба, який також зображений на прапорі.
Прапор був офіційно затверджений муніципальною радою 19 травня 1992 року. 6 жовтня 1992 року він був підтверджений урядом Фландрії та остаточно опублікований 21 червня 1994 року в офіційному бельгійському державному віснику.

Офіційно прапор описується так:
Дві однаково довгі смуги синього і жовтого кольорів з гербом міста посередині.

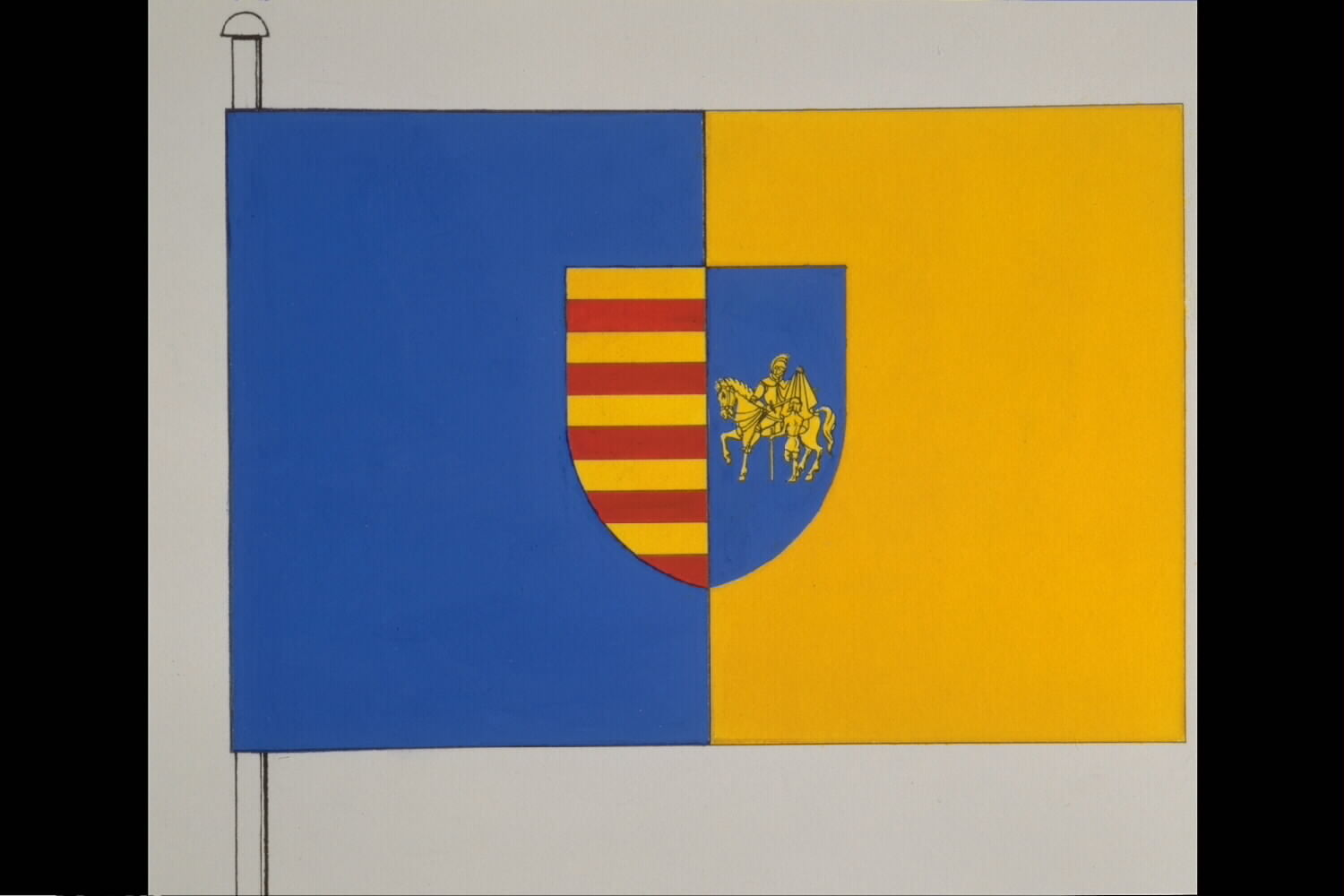
Офіційний малюнок прапора
Герб Генка